# Jasmin Sudić
Jasmin Sudić (* 24. November 1990 in Bosanski Novi, SFR Jugoslawien) ist ein ehemaliger schwedischer Fußballspieler. Der Innenverteidiger debütierte 2008 in der Allsvenskan und beendete seine Karriere im April 2020.

## Werdegang
Sudić spielte in der Jugend zunächst bei BK Olympic und Heleneholms SK. Über den FC Malmö kam er im Alter von 14 Jahren im Dezember 2004 in die Jugendabteilung von Malmö FF. Im Sommer 2008 spielte er erstmals mit der Profimannschaft und erzielte beim 1:1-Unentschieden im Trainingsspiel gegen den finnischen Klub FC Honka Espoo das Tor für den Malmöer Verein. Anfang November debütierte er beim 6:3-Auswärtserfolg beim Stockholmer Verein Hammarby IF in der Allsvenskan und gehörte unter Trainer Roland Nilsson im folgenden Jahr über weite Strecken zu den Stammkräften in der Defensive. Damit spielte er sich auch in den Kreis der schwedischen U-21-Auswahlmannschaft, nachdem er bereits in mehreren Jugendauswahlen gespielt hatte. Anschließend rückte er jedoch nach einem Kreuzbandriss verletzungsbedingt wieder ins zweite Glied, in der Spielzeit 2010 bestritt er beim Gewinn des Meistertitels lediglich sechs Saisonspiele. Nach seiner Wiedergenesung verletzte er sich in der Vorbereitung auf die folgende Spielzeit erneut, erst in der Spielzeit 2012 kehrte er wieder aufs Spielfeld zurück.
Für die Spielzeit 2013 verlieh Malmö FF Sudić, der 2011 seinen Vertrag bis Ende 2014 verlängert hatte, an den Ligakonkurrenten Mjällby AIF. Hier war er direkt Stammspieler, ehe er sich Ende Juni ein drittes Mal am Kreuzband verletzte. In der ersten Saisonhälfte der anschließenden Saison stand er wieder bei Malmö FF im Kader, ehe er im Juli 2014 sich permanent dem im Abstiegskampf befindlichen Mjällby AIF anschloss. Bis zum Saisonende lief er in 13 Ligaspielen auf, der Klub beendete die Spielzeit jedoch auf einem Abstiegsplatz. Anschließend verließ er den Verein.
Im Januar 2015 schloss sich Sudić dem Göteborger Erstligisten BK Häcken an, für den er bis 2018 auflief. Im Juli 2018 wechselte er zu Trelleborgs FF, wo er seine Karriere am Jahresende beendete.
Seit November 2019 arbeitet Sudić für die Ikano Bank.